# Superprestige 2016-2017
Navigation
2015-2016 2017-2018
Le Superprestige 2016-2017 est la 35e édition du Superprestige, compétition qui se déroule entre le 2 octobre 2016 et le 11 février 2017. Le challenge est composé de huit manches pour les élites hommes, élites femmes, espoirs et juniors qui ont lieu en Belgique et aux Pays-Bas. Toutes les épreuves font partie du calendrier de la saison de cyclo-cross masculine et féminine 2016-2017.

## Barème
Les 15 premiers de chaque course marquent des points pour le classement général selon le tableau suivant :
| Position           | 1er | 2e | 3e | 4e | 5e | 6e | 7e | 8e | 9e | 10e | 11e | 12e | 13e | 14e | 15e |
| Classement général | 15  | 14 | 13 | 12 | 11 | 10 | 9  | 8  | 7  | 6   | 5   | 4   | 3   | 2   | 1   |

## Hommes élites

### Résultats
| # | Date        | Lieu                                             | Vainqueur            | Deuxième             | Troisième      | Leader du classement général |
| - | ----------- | ------------------------------------------------ | -------------------- | -------------------- | -------------- | ---------------------------- |
| 1 | 2 octobre   | Gieten (Cyclo-cross de Gieten)                   | Mathieu van der Poel | Wout van Aert        | Laurens Sweeck | Mathieu van der Poel         |
| 2 | 16 octobre  | Zonhoven (Cyclo-cross de Zonhoven)               | Mathieu van der Poel | Wout van Aert        | Laurens Sweeck | Mathieu van der Poel         |
| 3 | 6 novembre  | Ruddervoorde (Cyclo-cross de Ruddervoorde)       | Mathieu van der Poel | Wout van Aert        | Laurens Sweeck | Mathieu van der Poel         |
| 4 | 13 novembre | Gavere (Cyclo-cross d'Asper-Gavere)              | Mathieu van der Poel | Wout van Aert        | Toon Aerts     | Mathieu van der Poel         |
| 5 | 3 décembre  | Francorchamps (Grand Prix de la Région wallonne) | Wout van Aert        | Mathieu van der Poel | Toon Aerts     | Mathieu van der Poel         |
| 6 | 23 décembre | Diegem (Cyclo-cross de Diegem)                   | Mathieu van der Poel | Wout van Aert        | Kevin Pauwels  | Mathieu van der Poel         |
| 7 | 5 février   | Hoogstraten (Vlaamse Aardbeiencross)             | Mathieu van der Poel | Wout van Aert        | Kevin Pauwels  | Mathieu van der Poel         |
| 8 | 11 février  | Middelkerke (Noordzeecross)                      | Mathieu van der Poel | Wout van Aert        | Laurens Sweeck | Mathieu van der Poel         |

### Classement général
| Pos. | Coureur              | Équipe                 | GIE | ZON | RUD | GAV | SPA | DIE | HOO | MID | Points |
| ---- | -------------------- | ---------------------- | --- | --- | --- | --- | --- | --- | --- | --- | ------ |
| 1    | Mathieu van der Poel | Beobank-Corendon       | 1   | 1   | 1   | 1   | 2   | 1   | 1   | 1   | 119    |
| 2    | Wout van Aert        | Crelan-Vastgoedservice | 2   | 2   | 2   | 2   | 1   | 2   | 2   | 2   | 113    |
| 3    | Laurens Sweeck       | ERA-Circus             | 3   | 3   | 3   | 5   | 5   | 10  | 4   | 3   | 92     |
| 4    | Kevin Pauwels        | Marlux-Napoleon Games  | 11  | 10  | 4   | 6   | 4   | 3   | 3   | 15  | 72     |
| 5    | Jens Adams           | Crelan-Vastgoedservice | 4   | 6   | 5   | 9   | 7   | 5   | 10  | 21  | 66     |
| 6    | Klaas Vantornout     | Marlux-Napoleon Games  | 6   | 5   | 9   | 4   | 9   | 9   | 12  | 10  | 64     |
| 7    | Tom Meeusen          | Telenet-Fidea          | 7   | 12  | 35  | 7   | 6   | 8   | 6   | 6   | 60     |
| 8    | Toon Aerts           | Telenet-Fidea          | 5   | 26  | 6   | 3   | 3   | 4   |     |     | 59     |
| 9    | David van der Poel   | Beobank-Corendon       | 9   | 9   | 7   | 8   | 12  | 6   | 32  | 28  | 45     |
| 10   | Lars van der Haar    | Telenet-Fidea          | 10  | 4   |     |     |     |     | 9   | 4   | 37     |

## Femmes élites

### Résultats
| # | Date        | Lieu                                             | Vainqueur       | Deuxième           | Troisième         | Leader du classement général |
| - | ----------- | ------------------------------------------------ | --------------- | ------------------ | ----------------- | ---------------------------- |
| 1 | 2 octobre   | Gieten (Cyclo-cross de Gieten)                   | Sanne Cant      | Lucinda Brand      | Sophie de Boer    | Sanne Cant                   |
| 2 | 16 octobre  | Zonhoven (Cyclo-cross de Zonhoven)               | Sanne Cant      | Jolien Verschueren | Nikki Brammeier   | Sanne Cant                   |
| 3 | 6 novembre  | Ruddervoorde (Cyclo-cross de Ruddervoorde)       | Sophie de Boer  | Sanne Cant         | Ellen Van Loy     | Sanne Cant                   |
| 4 | 13 novembre | Gavere (Cyclo-cross d'Asper-Gavere)              | Sanne Cant      | Jolien Verschueren | Christine Majerus | Sanne Cant                   |
| 5 | 3 décembre  | Francorchamps (Grand Prix de la Région wallonne) | Thalita de Jong | Sanne Cant         | Christine Majerus | Sanne Cant                   |
| 6 | 23 décembre | Diegem (Cyclo-cross de Diegem)                   | Marianne Vos    | Sanne Cant         | Kateřina Nash     | Sanne Cant                   |
| 7 | 5 février   | Hoogstraten (Vlaamse Aardbeiencross)             | Sophie de Boer  | Helen Wyman        | Ellen Van Loy     | Sanne Cant                   |
| 8 | 11 février  | Middelkerke (Noordzeecross)                      | Sanne Cant      | Sophie de Boer     | Ellen Van Loy     | Sanne Cant                   |

### Classement général
| Pos. | Coureur             | Équipe                                          | GIE | ZON | RUD | GAV | SPA | DIE | HOO | MID | Points |
| ---- | ------------------- | ----------------------------------------------- | --- | --- | --- | --- | --- | --- | --- | --- | ------ |
| 1    | Sanne Cant          | Beobank-Corendon                                | 1   | 1   | 2   | 1   | 2   | 2   | 4   | 1   | 113    |
| 2    | Sophie de Boer      | Kalas-NNOF Cycling Team / Breepark              | 3   |     | 1   | 6   | 12  |     | 1   | 2   | 100    |
| 3    | Ellen Van Loy       | Telenet-Fidea                                   | 7   | 5   | 3   | 4   | 4   |     | 3   | 3   | 100    |
| 4    | Elle Anderson       | Elle Anderson Racing                            | 6   | 15  | 7   | 9   | 5   | 15  | 8   | 8   | 69     |
| 5    | Laura Verdonschot   | Kalas-NNOF Cycling Team / Marlux-Napoleon Games | 5   | 7   | 6   | 7   | 7   |     | 12  | 7   | 67     |
| 6    | Maud Kaptheijns     | Steylaerts - Verona                             | 13  | 6   |     |     |     | 11  | 5   | 4   | 64     |
| 7    | Nikki Brammeier     | Boels Dolmans Cycling Team                      | 5   | 3   |     |     |     | 5   |     | 5   | 57     |
| 8    | Alice Maria Arzuffi | Lensworld.eu-Zannata/Lensworld-Kuota            |     | 8   | 4   | 5   | 8   | 6   |     |     | 49     |
| 9    | Helen Wyman         | Kona Factory Team                               |     |     |     |     |     |     | 2   | 6   | 48     |
| 10   | Loes Sels           | Telenet-Fidea                                   | 8   |     | 10  |     | 10  | 13  | 11  | 9   | 47     |

- Les points des deux dernières manches (Hoogstraten et Middelkerke) comptent double.
- Les six meilleurs résultats comptent pour le classement final.

## Hommes espoirs

### Résultats
| # | Date        | Lieu                                             | Vainqueur         | Deuxième          | Troisième         | Leader du classement général |
| - | ----------- | ------------------------------------------------ | ----------------- | ----------------- | ----------------- | ---------------------------- |
| 1 | 2 octobre   | Gieten (Cyclo-cross de Gieten)                   | Joris Nieuwenhuis | Quinten Hermans   | Yannick Peeters   | Joris Nieuwenhuis            |
| 2 | 16 octobre  | Zonhoven (Cyclo-cross de Zonhoven)               | Quinten Hermans   | Joris Nieuwenhuis | Yannick Peeters   | Quinten Hermans              |
| 3 | 6 novembre  | Ruddervoorde (Cyclo-cross de Ruddervoorde)       | Quinten Hermans   | Eli Iserbyt       | Joris Nieuwenhuis | Quinten Hermans              |
| 4 | 13 novembre | Gavere (Cyclo-cross d'Asper-Gavere)              | Eli Iserbyt       | Quinten Hermans   | Joris Nieuwenhuis | Quinten Hermans              |
| 5 | 3 décembre  | Francorchamps (Grand Prix de la Région wallonne) | Quinten Hermans   | Thijs Aerts       | Joris Nieuwenhuis | Quinten Hermans              |
| 6 | 23 décembre | Diegem (Cyclo-cross de Diegem)                   | Quinten Hermans   | Joris Nieuwenhuis | Eli Iserbyt       | Quinten Hermans              |
| 7 | 5 février   | Hoogstraten (Vlaamse Aardbeiencross)             | Joris Nieuwenhuis | Eli Iserbyt       | Quinten Hermans   | Quinten Hermans              |
| 8 | 11 février  | Middelkerke (Noordzeecross)                      | Joris Nieuwenhuis | Quinten Hermans   | Nicolas Cleppe    | Quinten Hermans              |

### Classement général
| Pos | Coureur              | Points |
| --- | -------------------- | ------ |
| 1   | Quinten Hermans      | 115    |
| 2   | Joris Nieuwenhuis    | 112    |
| 3   | Nicolas Cleppe       | 93     |
| 4   | Thijs Aerts          | 83     |
| 5   | Sieben Wouters       | 71     |
| 6   | Yannick Peeters      | 66     |
| 7   | Eli Iserbyt          | 57     |
| 8   | Maik van der Heijden | 45     |
| 9   | Thomas Joseph        | 35     |
| 10  | Jelle Schuermans     | 34     |

## Hommes juniors

### Résultats
| # | Date        | Lieu                                             | Vainqueur       | Deuxième        | Troisième        | Leader du classement général |
| - | ----------- | ------------------------------------------------ | --------------- | --------------- | ---------------- | ---------------------------- |
| 1 | 2 octobre   | Gieten (Cyclo-cross de Gieten)                   | Jelle Camps     | Toon Vandebosch | Thymen Arensman  | Jelle Camps                  |
| 2 | 16 octobre  | Zonhoven (Cyclo-cross de Zonhoven)               | Thomas Pidcock  | Thymen Arensman | Jelle Camps      | Jelle Camps                  |
| 3 | 6 novembre  | Ruddervoorde (Cyclo-cross de Ruddervoorde)       | Toon Vandebosch | Jelle Camps     | Niels Vandeputte | Jelle Camps                  |
| 4 | 13 novembre | Gavere (Cyclo-cross d'Asper-Gavere)              | Toon Vandebosch | Thymen Arensman | Jelle Camps      | Jelle Camps                  |
| 5 | 3 décembre  | Francorchamps (Grand Prix de la Région wallonne) | Toon Vandebosch | Arno Debeir     | Tomáš Kopecký    | Toon Vandebosch              |
| 6 | 23 décembre | Diegem (Cyclo-cross de Diegem)                   | Jelle Camps     | Toon Vandebosch | Thymen Arensman  | Toon Vandebosch              |
| 7 | 5 février   | Hoogstraten (Vlaamse Aardbeiencross)             | Jelle Camps     | Thymen Arensman | Ryan Kamp        | Jelle Camps                  |
| 8 | 11 février  | Middelkerke (Noordzeecross)                      | Jelle Camps     | Yentl Bekaert   | Toon Vandebosch  | Jelle Camps                  |

### Classement général
| Pos | Coureur            | Points |
| --- | ------------------ | ------ |
| 1   | Jelle Camps        | 117    |
| 2   | Toon Vandebosch    | 101    |
| 3   | Thymen Arensman    | 96     |
| 4   | Yentl Bekaert      | 88     |
| 5   | Tomáš Kopecký      | 83     |
| 6   | Andreas Goeman     | 65     |
| 7   | Arne Vrachten      | 60     |
| 8   | Florian Vermeersch | 59     |
| 9   | Ryan Kamp          | 51     |
| 10  | Niels Vandeputte   | 47     |